# Patrícia Hmírová
Patrícia Hmírová (* 30. November 1993 in Čadca) ist eine slowakische Fußballspielerin und seit 2012 auch A-Nationalspielerin.

## Karriere

### Vereine
Hmírová begann für den in Lieskovec ansässigen FK Kysucký Lieskovec mit dem Fußballspielen – gemeinsam mit Jungen. Im weiteren Verlauf gehörte sie der weiblichen Jugendabteilung des ŠKF Žilina an und kam in der Saison 2010/11 – nach zwei Jahren in die erste Mannschaft aufgerückt – im Alter von 17 Jahren zu ihrem Seniorinnendebüt.
Im Sommer 2012 verkündete sie gemeinsam mit ihrer Mitspielerin Patrícia Fischerová ihren Wechsel zum 1. FC Kattowitz, für den sie bis Saisonende 2014 in der zweitklassigen 1. Liga spielte und als Zweitplatzierter in die Ekstraliga kobiet 2014/15 aufstieg. Während der laufenden Saison wechselte sie zum Ligakonkurrenten TS Mitech Żywiec und mit Beginn der Saison 2015/16 zu Górnik Łęczna.
Das erste Mal im Ausland, spielte sie in der Schweiz für den im Kanton Schaffhausen ansässigen FC Neunkirch in der Nationalliga A, der seinerzeit unter diesem Namen höchsten Spielklasse im Schweizer Frauenfußball. Mit zwei Toren in 18 Punktspielen trug sie zur Meisterschaft 2017 bei und gewann auch den Schweizer Cup, der mit einem 8:7 im Elfmeterschießen gegen den FC Zürich errungen werden konnte.
Nach Polen zurückgekehrt, kam sie in der Saison 2020/21 ein zweites Mal für Górnik Łęczna in 21 Punktspielen zum Einsatz, in denen sie elf Tore erzielte. Auf Zypern gelangt, bestritt sie für die Frauenfußballmannschaft von Apollon Limassol in der First Division Punktspiele und gewann mit der Mannschaft prompt die Meisterschaft im Jahr 2022. Danach zog es sie nach Spanien, wo sie zunächst für den Erstligisten Sporting Huelva in zwei Saisonen in insgesamt 53 Punktspielen eingesetzt wurde und vier Tore erzielte. Seit der Saison 2024/25 spielt sie für den Ligakonkurrenten Deportivo La Coruña.

### Nationalmannschaft
Als Nationalspielerin für den SFZ debütierte sie in der U19-Nationalmannschaft am 17. September 2011 bei der 0:2-Niederlage gegen die U19-Nationalmannschaft der Ukraine mit dem ersten Spiel der ersten Qualifikationsrunde für die vom 2. bis zum 14. Juli 2012 in der Türkei angestrebten Europameisterschaft. In den beiden weiteren EM-Qualifikationsspielen (0:1 vs. Schweden am 19. September 2011, 2:1 vs. Serbien am 21. September 2011) wurde sie ebenfalls eingesetzt.
Am 27. Mai 2012 debütierte sie für die A-Nationalmannschaft, mit der sie das in Freundschaft ausgetragenen Länderspiel gegen die Nationalmannschaft Sloweniens in Senec mit 2:1 gewann und in diesem sogleich ihr erstes A-Länderspieltor erzielte. Mit der Mannschaft nahm sie am Turnier um den Istrien-Cup 2015 teil und gelangte mit ihr ins Finale. Dieses wurde jedoch am 11. März in Poreč mit 0:2 gegen die Nationalmannschaft Polens mit 0:2 verloren, nicht aber das Finale am 8. März 2017 in Umag gegen die Nationalmannschaft Bosnien-Herzegowinas; gegen diese Mannschaft gewann ihre mit 2:0, wobei sie das Tor zur 1:0-Führung in der 34. Minute erzielte.
Mit dem letzten Spiel der WM-Qualifikationsgruppe A, bei der 0:1-Niederlage gegen die Nationalmannschaft Irlands am 6. September 2022 in Senec, beging sie ihr 100. A-Länderspiel.

## Erfolge
Nationalmannschaft
- Istrien-Cup-Sieger 2017, -Finalist 2015

Apollon Limassol
- Zyprischer Meister 2022

FC Neunkirch
- Schweizer Meister 2017
- Schweizer Cup-Sieger 2017

Górnik Łęczna
- Zweiter Meisterschaft 2016

1. FC Kattowitz
- Zweiter I. Liga kobiet 2014 und Aufstieg in die Ekstraliga kobiet

## Sonstiges
Während ihrer Zeit in Kattowitz hatte sie sich an der AWF Katowice, einer öffentlichen Sporthochschule, für ein Studium eingeschrieben.